# Іванка Трамп
Іва́на Марі́ Тра́мп, відома як Іва́нка Тра́мп (англ. Ivana Marie "Ivanka" Trump; нар. 30 жовтня 1981, Нью-Йорк) — американська підприємиця, фотомодель, письменниця, політична діячка й телеведуча.

## Біографія
Народилася 30 жовтня 1981 в Нью-Йорку (США) в сім'ї бізнесменів Дональда і Івани Трамп, які були подружжям у 1977—1992 рр. Має двох братів, Дональда Джона-молодшого (1977) і Еріка Фредеріка (1984), та сестру і брата по батькові — Тіффані Аріану (1993, мати Марла Мейплз) і Беррона Вільяма (2006, мати Меланія Трамп).
Закінчила школу Chapin School та коледж Choate Rosemary Hall. Два роки провчилася в Джорджтаунському університеті, пізніше перевелася в Пенсильванський університет, який закінчила з відзнакою і ступенем бакалавра в галузі економіки у 2004 році.
У 2005 познайомилась з підприємцем Джаредом Кушнером (нар. 1981). 25 жовтня 2009 року одружилася, перед цим у жовтні 2009 через процедуру ґіюр перейшла з християнського пресвітеріанства у юдаїзм. Народила доньку Арабеллу Роуз (17.07.2011) і синів Джозефа Фредеріка (14.10.2013) та Теодора Джеймса (27.03.2016).
З дитинства дружить із Періс Гілтон, а також із Челсі Клінтон.

## Кар'єра

### Бізнес
Після закінчення Wharton, альма-матер її батька, Трамп недовго працювала в Forest City Enterprises. Вона приєдналася до організації Trump на посаді виконавчого віцепрезидента з розвитку та придбань у 2005 році.
У лютому 2012 року  було остаточно обрано The Trump Organization для будівництва історичного Старого поштового відділення (Вашингтон, округ Колумбія).  Потім вона керувала перетворенням будівлі на готель, який відкрився у 2016 році.
Незабаром після того, як вона приєдналася до організації Trump на керівній посаді, вона відкрила свої лінії ювелірних виробів, взуття та одягу, а також з’являлася в рекламі, що рекламувала організацію Trump та її продукцію. Про Трамп також писали в жіночих та особливих виданнях, а також на обкладинках деяких, таких як Harper's Bazaar, Forbes Life, Golf Magazine, Town & Country і Vogue. 
Вона була представлена на обкладинці Stuff у серпні 2006 року та знову у вересні 2007 року.
У 2007 році Трамп уклала партнерство з Dynamic Diamond Corp., компанією постачальника діамантів Моше Лакса, для того, щоб створити Ivanka Trump Fine Jewelry, лінію діамантових і золотих прикрас, які продаються в її першому флагманському роздрібному магазині на Манхеттені.  У листопаді 2011 року її флагман переїхав з Медісон-авеню на Мерсер-стріт, 109, більше приміщення в районі Сохо. Деякі знаменитості були помічені в її прикрасах, зокрема це Дженніфер Лопес на обкладинці Glamour  і Ріанна на обкладинці W Magazine. Її бренд був названий «Запуском року» у 2010 році Footwear News.  Бренд Трамп отримав інші нагороди.  У грудні 2012 року члени 100 жінок у хедж-фондах обрали Трампа до своєї правління.  Її компанія зрештою виросла до понад 500 мільйонів доларів щорічних продажів.  Трамп закрила компанію та відокремилася від своїх ділових зв’язків із Trump Organization після того, як вона переїхала до округу Колумбія, щоб працювати старшою радницею у Білому домі свого батька. 
2 жовтня 2015 року було повідомлено, що «флагманський магазин Іванки Трамп на Мерсер-стріт, схоже, буде закрито» і, зазначивши, що магазин «розібрали».  У жовтні 2016 року єдиний спеціалізований роздрібний магазин і флагманський бутик для Ivanka Trump Fine Jewelry був розташований у Trump Tower на Мангеттені, а її бренд також був доступний у Гудзоновій затоці та ювелірних магазинах у США та Канаді, а також як у Бахрейні, Кувейті, Катарі, Саудівській Аравії та Об'єднаних Арабських Еміратах. 
У неї також була власна лінія модних речей Іванки Трамп , яка включала одяг, сумки, взуття та аксесуари, доступні в універмагах США та Канади, включаючи Macy's і Hudson's Bay.  У 2017 році Aquazzura Italia SRL подала до суду на Трампа за ймовірну крадіжку їхніх дизайнів; позов було вирішено.  Її бренд був розкритикований PETA та іншими активістами захисту прав тварин за використання кролячого хутра.  Взуття під брендом Ivanka Trump постачається Chengdu Kameido Shoes у Сичуані та Hangzhou HS Fashion (через G-III Apparel Group) у Чжецзяні. 
У період з березня по липень 2016 року Трамп подав заявку на 36 торгових марок у Китаї. Сім було затверджено між інавгурацією її батька в січні 2017 року та державним візитом президента Китаю Сі Цзіньпіна в США в квітні. Три тимчасові торгові марки для сумок, ювелірних виробів і спа-послуг було надано в день, коли Сі обідав із президентом Трампом і його сім’єю в Мар-а-Лаго.  За словами юриста з торгових марок, процес зазвичай займає від 18 до 24 місяців. Представник китайського уряду сказав, що "уряд однаково розглядає всі заявки на торгові марки". 
2 лютого 2017 року, після кількох місяців бойкоту покупців і низьких продажів,  мережі універмагів Neiman Marcus і Nordstrom відмовилися від модної лінії Трампа, посилаючись на «погану продуктивність».  Інші роздрібні торговці, такі як Marshall's, TJ Maxx і Hudson's Bay Company, припинили продаж її продукції.  У червні 2017 року три людини з організації під назвою China Labor Watch були заарештовані китайською владою під час розслідування Huajian International, яка виробляє взуття для кількох американських брендів, у тому числі бренду Трампа. Адміністрація Трампа закликала їх звільнити. 
24 липня 2018 року Трамп оголосила, що закрила свою компанію після того, як вирішила продовжити кар’єру в сфері державної політики замість повернення до свого бізнесу. 

### Книги
У жовтні 2009 року була опублікована перша книга Трамп про самодопомогу «The Trump Card: Playing to Win in Work and Life»; за словами автора Деніела Пейснера ,він був співавтором книги. 
У травні 2017 року була опублікована її друга книга про самодопомогу«Жінки, які працюють: переписування правил успіху»; вона користувалася послугами письменника, дослідника та фактчекера. Книга дебютувала на четвертому місці в «Advice, How To and Misc» в категорії списку бестселерів The New York Times. Трамп пожертвувала неоплачену частину свого авансу та всі майбутні гонорари, отримані від жінок, які працюють, до благодійного фонду Іванки М. Трамп, який надає гранти, які розширюють можливості жінок і дівчат.  Вона пожертвувала 200 000 доларів у вигляді гонорарів Національній міській лізі та Клубам хлопчиків і дівчаток Америки. Трамп профінансувала Центр жіночого підприємництва при Національній міській лізі в Балтіморі, штат Меріленд, після відвідин закладу з Марком Моріалом, президентом Національної міської ліги. 

## Підтримка України
Під час повномасштабної війни в Україні прибула у Польщу, щоб підтримати українських біженців, які постраждали від російської агресії, та передала гуманітарну допомогу для міст України.